# Каррабелл (Флорида)
Каррабелл (англ. Carrabelle) — місто (англ. city) в США, в окрузі Франклін штату Флорида. Населення — 2606 осіб (2020).

## Географія
Каррабелл розташований за координатами 29°51′12″ пн. ш. 84°40′5″ зх. д. / 29.85333° пн. ш. 84.66806° зх. д. (29.853398, -84.667943).  За даними Бюро перепису населення США в 2010 році місто мало площу 14,60 км², з яких 11,66 км² — суходіл та 2,94 км² — водойми.

### Клімат
Місто знаходиться у зоні, котра характеризується вологим субтропічним кліматом. Найтепліший місяць — липень із середньою температурою 27.3 °C (81.2 °F). Найхолодніший місяць — січень, із середньою температурою 12.1 °С (53.8 °F).
| Клімат Каррабелла       | Клімат Каррабелла | Клімат Каррабелла | Клімат Каррабелла | Клімат Каррабелла | Клімат Каррабелла | Клімат Каррабелла | Клімат Каррабелла | Клімат Каррабелла | Клімат Каррабелла | Клімат Каррабелла | Клімат Каррабелла | Клімат Каррабелла | Клімат Каррабелла |
| Показник                | Січ.              | Лют.              | Бер.              | Квіт.             | Трав.             | Черв.             | Лип.              | Серп.             | Вер.              | Жовт.             | Лист.             | Груд.             | Рік               |
| Абсолютний максимум, °C | 28,3              | 29,4              | 32,2              | 34,4              | 38,9              | 39,4              | 38,3              | 39,4              | 40                | 36,7              | 31,7              | 37,2              | 40                |
| Середній максимум, °C   | 17,6              | 18,6              | 21,5              | 25,3              | 29,1              | 31,6              | 32,2              | 32,2              | 30,9              | 27,3              | 22,1              | 18,4              | 25,6              |
| Середня температура, °C | 12,1              | 12,9              | 15,9              | 19,6              | 23,4              | 26,4              | 27,3              | 27,3              | 26                | 21,4              | 16,1              | 12,7              | 20,1              |
| Середній мінімум, °C    | 6,7               | 7,3               | 10,3              | 13,8              | 17,7              | 21,2              | 22,4              | 22,4              | 21                | 15,6              | 9,9               | 7,1               | 14,6              |
| Абсолютний мінімум, °C  | −11,1             | −13,9             | −6,1              | 0                 | 4,4               | 10,6              | 13,9              | 16,1              | 5,6               | 0                 | −7,8              | −12,8             | −13,9             |
| Норма опадів, мм        | 86                | 98                | 101               | 85                | 70                | 130               | 201               | 195               | 188               | 69                | 65                | 101               | 1389              |
| Днів з опадами          | 6                 | 6                 | 5                 | 4                 | 4                 | 8                 | 12                | 11                | 8                 | 4                 | 4                 | 6                 | 78                |
| ----------------------- | ----------------- | ----------------- | ----------------- | ----------------- | ----------------- | ----------------- | ----------------- | ----------------- | ----------------- | ----------------- | ----------------- | ----------------- | ----------------- |
| Джерело: Weatherbase    |                   |                   |                   |                   |                   |                   |                   |                   |                   |                   |                   |                   |                   |

## Демографія
Згідно з переписом 2010 року, у місті мешкало 2778 осіб у 560 домогосподарствах у складі 359 родин. Густота населення становила 190 осіб/км².  Було 988 помешкань (68/км²).
Расовий склад населення:
| - 69,5 % — білих - 27,6 % — чорних або афроамериканців - 0,4 % — азіатів - 0,3 % — корінних американців |

До двох чи більше рас належало 1,5 %. Частка іспаномовних становила 8,7 % від усіх жителів.
За віковим діапазоном населення розподілялося таким чином: 10,7 % — особи молодші 18 років, 78,8 % — особи у віці 18—64 років, 10,5 % — особи у віці 65 років та старші. Медіана віку мешканця становила 35,6 року. На 100 осіб жіночої статі у місті припадало 307,9 чоловіків;  на 100 жінок у віці від 18 років та старших — 361,8 чоловіків також старших 18 років.
Середній дохід на одне домашнє господарство  становив 42 586 доларів США (медіана — 31 837), а середній дохід на одну сім'ю — 53 528 доларів (медіана — 36 250). Медіана доходів становила 34 574 долари для чоловіків та 36 471 долар для жінок. За межею бідності перебувало 29,2 % осіб, у тому числі 48,2 % дітей у віці до 18 років та 16,1 % осіб у віці 65 років та старших.
Цивільне працевлаштоване населення становило 649 осіб. Основні галузі зайнятості: публічна адміністрація — 25,0 %, мистецтво, розваги та відпочинок — 14,5 %, освіта, охорона здоров'я та соціальна допомога — 13,6 %.